# Jacen Russell-Rowe
Jacen Rex Orlando Russell-Rowe (Toronto, 13 settembre 2002) è un calciatore canadese, attaccante del Columbus Crew e della nazionale canadese.

## Carriera

### Club
Russell-Rowe ha iniziato a giocare a calcio all'età di tre anni con il Brampton YSC. Successivamente è entrato a far parte dell'accademia del Toronto FC. Nel 2018 ha giocato un incontro con il Toronto FC III in League1 Ontario e l'anno seguente ha debuttato in USL League One con il Toronto FC II. Nel 2020 si è iscritto alla Università del Maryland - College Park, dove ha giocato per i Maryland Terrapins.
Nel 2022 ha firmato un contratto con il Columbus Crew 2, squadra di MLS Next Pro. Ha esordito il 22 marzo contro l'Inter Miami II ed il 10 aprile ha segnato la sua prima rete, contro il Philadelphia Union II. Il 28 maggio è stato prestato alla prima squadra in vista della partita di MLS contro l'Atlanta United. Il 18 giugno ha fatto il suo esordio in massima divisione contro il Charlotte FC. Al termine della stagione 2022 è stato nominato miglior giocatore della MLS Next Pro oltre ad esserne il capocannoniere con 21 reti in 19 incontri.
Il 29 giugno 2022 è stato acquistato dal Columbus Crew che lo ha inserito nel roaster della prima squadra. Ha realizzato la sua prima rete in MLS il 25 marzo 2023 nella vittoria per 6-1 contro l'Atlanta United.

### Nazionale
Ha giocato nella nazionale canadese Under-17, con la quale nel 2019 ha inoltre anche partecipato al Mondiale di categoria.
Il 19 giugno 2023, è stato incluso nei 23 convocati per la CONCACAF Gold Cup 2023. Ha esordito con la nazionale (oltreché nella competizione) giorni dopo contro la Guadalupa, seppur rendendosi protagonista in negativo: al 92' ha realizzato un autogol, fissando il punteggio sul 2-2.

## Statistiche

### Presenze e reti nei club
Statistiche aggiornate al 28 giugno 2023.
| Stagione        | Squadra         | Campionato      | Campionato | Campionato | Coppe nazionali | Coppe nazionali | Coppe nazionali | Coppe continentali | Coppe continentali | Coppe continentali | Altre coppe | Altre coppe | Altre coppe | Totale | Totale |
| Stagione        | Squadra         | Comp            | Pres       | Reti       | Comp            | Pres            | Reti            | Comp               | Pres               | Reti               | Comp        | Pres        | Reti        | Pres   | Reti   |
| --------------- | --------------- | --------------- | ---------- | ---------- | --------------- | --------------- | --------------- | ------------------ | ------------------ | ------------------ | ----------- | ----------- | ----------- | ------ | ------ |
| 2018            | Toronto FC III  | L1O             | 1          | 0          |                 | -               | -               |                    | -                  | -                  |             | -           | -           | 1      | 0      |
| 2019            | Toronto FC II   | USL1            | 1          | 0          |                 | -               | -               |                    | -                  | -                  |             | -           | -           | 1      | 0      |
| 2022            | Columbus Crew 2 | MNP             | 22         | 25         |                 | -               | -               |                    | -                  | -                  |             | -           | -           | 22     | 25     |
| 2023            | Columbus Crew 2 | MNP             | 1          | 1          |                 | -               | -               |                    | -                  | -                  |             | -           | -           | 1      | 1      |
| 2022            | Columbus Crew   | MLS             | 6          | 0          | USOC            | 0               | 0               |                    | -                  | -                  |             | -           | -           | 6      | 0      |
| 2023            | Columbus Crew   | MLS             | 16         | 2          | USOC            | 3               | 0               |                    | -                  | -                  |             | -           | -           | 19     | 2      |
| Totale carriera | Totale carriera | Totale carriera | 47         | 28         |                 | 3               | 0               |                    | -                  | -                  |             | -           | -           | 50     | 28     |

### Cronologia presenze e reti in nazionale
| Cronologia completa delle presenze e delle reti in nazionale ― Canada | Cronologia completa delle presenze e delle reti in nazionale ― Canada | Cronologia completa delle presenze e delle reti in nazionale ― Canada | Cronologia completa delle presenze e delle reti in nazionale ― Canada | Cronologia completa delle presenze e delle reti in nazionale ― Canada | Cronologia completa delle presenze e delle reti in nazionale ― Canada | Cronologia completa delle presenze e delle reti in nazionale ― Canada | Cronologia completa delle presenze e delle reti in nazionale ― Canada |
| Data                                                                  | Città                                                                 | In casa                                                               | Risultato                                                             | Ospiti                                                                | Competizione                                                          | Reti                                                                  | Note                                                                  |
| --------------------------------------------------------------------- | --------------------------------------------------------------------- | --------------------------------------------------------------------- | --------------------------------------------------------------------- | --------------------------------------------------------------------- | --------------------------------------------------------------------- | --------------------------------------------------------------------- | --------------------------------------------------------------------- |
| 27-6-2023                                                             | Toronto                                                               | Canada                                                                | 2 – 2                                                                 | Guadalupa                                                             | Gold Cup 2023 - 1º turno                                              | -                                                                     | 81’                                                                   |
| 4-7-2023                                                              | Toronto                                                               | Canada                                                                | 4 – 2                                                                 | Cuba                                                                  | Gold Cup 2023 - 1º turno                                              | -                                                                     | 69’                                                                   |
| 9-7-2023                                                              | Cincinnati                                                            | Stati Uniti                                                           | 2 – 2 dts (3 – 2 dtr)                                                 | Canada                                                                | Gold Cup 2023 - Quarti di finale                                      | -                                                                     | 72’                                                                   |
| 21-11-2023                                                            | Toronto                                                               | Canada                                                                | 2 – 3                                                                 | Giamaica                                                              | CONCACAF Nations League 2023-2024 - Quarti di finale                  | -                                                                     | 90’                                                                   |
| 23-3-2024                                                             | Frisco                                                                | Canada                                                                | 2 – 0                                                                 | Trinidad e Tobago                                                     | CONCACAF Nations League 2023-2024 - Play-off                          | -                                                                     | 80’                                                                   |
| 20-6-2024                                                             | Atlanta                                                               | Argentina                                                             | 2 – 0                                                                 | Canada                                                                | Coppa America 2024 - 1º turno                                         | -                                                                     | 85’                                                                   |
| 10-9-2024                                                             | Arlington                                                             | Messico                                                               | 0 – 0                                                                 | Canada                                                                | Amichevole                                                            | -                                                                     | 84’                                                                   |
| Totale                                                                |                                                                       | Presenze                                                              | 7                                                                     |                                                                       | Reti                                                                  | 0                                                                     |                                                                       |

## Palmarès

### Comperizioni giovanili
- MLS Next Pro: 1

Columbus Crew 2: 2022

### Competizioni nazionali
- Campionato MLS: 1

Columbus Crew: 2023

### Competizioni internazionali
- Leagues Cup: 1

Columbus Crew: 2024